# Parafia św. Bartłomieja Apostoła w Chlinie
Parafia świętego Bartłomieja Apostoła w Chlinie – parafia rzymskokatolicka, znajdująca się w diecezji sosnowieckiej, w dekanacie XXII – św. Katarzyny w Wolbromiu.